# 피터 벤츨리
피터 브래드포드 벤츨리(Peter Bradford Benchley, 1940년 5월 8일 ~ 2006년 2월 11일)는 미국의 작가이다. 그는 베스트셀러 소설 죠스로 가장 잘 알려져 있으며, 영화 각색도 칼 고티렙과 공동으로 집필했다. 그의 다른 작품들 중에서도 디프, 더 아일랜드, 비스트, 화이트 샤크 등이 영화와 텔레비전으로 각색되었다.
말년에 벤츨리는 상어에 대한 자신의 글이 이미 존재하던 상어에 대한 두려움과 잘못된 믿음을 부추겼다고 후회하며 해양 보전 운동가가 되었다. 널리 퍼진 소문과는 달리, 벤츨리는 자신의 글이 상어 개체수 감소에 기여했다고 믿지 않았으며, 죠스나 그의 다른 작품들이 그렇게 했다는 증거도 없다.

## 어린 시절
벤츨리는 작가 너새니얼 벤츨리와 마조리 (혼전 성 브래드포드)의 아들이며, 알곤퀸 원탁 창립자 로버트 벤츨리의 손자이다. 그의 남동생인 냇 벤츨리는 작가이자 배우이다. 피터 벤츨리는 앨런-스티븐슨 스쿨, 필립스 엑서터 아카데미 및 하버드 대학교를 졸업했다.
1961년 대학 졸업 후 벤츨리는 1년간 전 세계를 여행했다. 이 경험은 1964년 호튼 미플린에서 출판된 그의 첫 책이자 여행 회고록인 『시간과 티켓』에 담겨 있다. 미국으로 돌아온 후, 벤츨리는 미국 해병대에서 6개월간 예비역으로 복무한 후 워싱턴 포스트의 기자가 되었다. 낸터킷의 한 여관에서 식사하던 중 벤츨리는 위니프레드 "웬디" 웨슨을 만났고, 다음 해인 1964년에 교제 후 결혼했다. 당시 벤츨리는 뉴욕에서 뉴스위크의 텔레비전 편집자로 일하고 있었다. 1967년에는 백악관에서 린든 B. 존슨 대통령의 연설문 작성자가 되었고, 그의 딸 트레이시가 태어났다.
1969년 존슨의 임기가 끝난 후 벤츨리 부부는 워싱턴을 떠나 스토닝턴 (코네티컷주)에 있는 집을 포함한 여러 집에서 살았고, 1969년에는 아들 클레이턴이 태어났다. 벤츨리는 뉴욕 근처에 살고 싶어 했고, 가족은 결국 1970년에 페닝턴 (뉴저지주)에 집을 얻었다. 그의 집에는 사무실 공간이 없었기 때문에 벤츨리는 보일러 공급 회사 위의 방을 빌렸다.

## 죠스
1971년까지 벤츨리는 자신과 가족을 부양하기 위해 다양한 프리랜서 일을 하고 있었다. 이 시기에 벤츨리는 나중에 자신이 "작가로서 살아남기 위한 마지막 시도"를 하고 있다고 말했으며, 그의 문학 에이전트는 출판사들과의 만남을 주선했다. 이 만남에서 벤츨리는 해적에 관한 논픽션 책과 공동체를 위협하는 식인 상어에 대한 소설이라는 두 가지 아이디어를 자주 제안했다. 이 아이디어는 벤츨리가 1964년 롱아일랜드 해안에서 어부가 4550파운드(약 2060kg)의 백상아리를 잡았다는 뉴스 기사를 읽은 후 개발한 것이다. 상어 소설은 결국 더블데이 (출판사) 편집자 토마스 콩든의 관심을 끌었고, 콩든은 벤츨리에게 1,000달러의 선금을 제안하여 소설가가 첫 100페이지를 제출하게 했다. 출판사는 초기 스타일에 만족하지 않아 대부분의 작품이 다시 쓰여졌다. 벤츨리는 겨울에는 페닝턴 사무실에서, 여름에는 스토닝턴에 있는 처가 농장의 개조된 닭장에서 작업했다. 이 아이디어는 몬탁 전세선 선장 프랭크 문두스가 1960년대 롱아일랜드와 블록 아일랜드 연안에서 잡은 여러 백상아리에 영감을 받았다.
죠스는 1974년에 출판되어 큰 성공을 거두었으며 44주 동안 베스트셀러를 기록했다. 죠스 영화 버전을 감독할 스티븐 스필버그는 처음에 대부분의 등장인물들이 비호감이었고 상어가 이기기를 바랐다고 말했다. 몇몇 서평가들도 같은 생각을 공유하며 등장인물들이 진부하고 글쓰기가 아마추어 같다고 평가했지만, 그럼에도 불구하고 이 책은 인기를 얻었다.
벤츨리가 시나리오의 초기 초안을 작성했지만, 칼 고티렙(그리고 크레딧에 오르지 않은 하워드 새클러와 존 밀리어스)이 1975년 6월 개봉된 스필버그 영화의 최종 각본 대부분을 작성했다. 벤츨리는 영화에서 해변의 뉴스 기자로 카메오 출연했다. 로이 샤이더, 로버트 쇼, 리처드 드라이퍼스가 출연한 이 영화는 전통적으로 영화 비수기로 여겨지는 여름 시즌에 개봉되었다. 그러나 유니버설 픽처스는 광범위한 텔레비전 광고와 함께 영화를 개봉하기로 결정했고, 결국 전 세계적으로 4억 7천만 달러 이상을 벌어들였다. 조지 루카스는 1977년 스타워즈에 유사한 전략을 사용하여 죠스가 세운 재정 기록을 능가했고, 이로 인해 여름 "블록버스터" 영화 관행이 탄생했다.
벤츨리는 책 판매, 영화 판권, 잡지/북클럽 신디케이션을 통한 수입으로 10년간 영화 작가로 독립적으로 일할 수 있었다고 추정했다.

## 이후 경력
벤츨리는 1976년에 출판된 그의 두 번째 소설 『더 딥』을 개발했는데, 이는 내셔널 지오그래픽에 기사를 쓰던 중 버뮤다에서 다이버 테디 터커와 우연히 만나면서 시작되었다. 벤츨리는 컨스텔레이션호의 잔해를 방문했고, 그는 그 잔해가 몬태나와 라팅턴이라는 다른 두 난파선 위에 가라앉았다고 묘사했다. 이는 벤츨리에게 신혼부부가 버뮤다 암초에서 17세기 스페인 금과 제2차 세계 대전 시대 모르핀이라는 두 개의 침몰한 보물을 발견하고 마약 조직에 의해 희생되는 이야기를 떠올리게 했다. 벤츨리는 1977년 개봉된 영화의 각본을 트레이시 키넌 윈과 크레딧에 오르지 않은 톰 맨키위츠와 공동으로 집필했다. 피터 예이츠가 감독하고 로버트 쇼, 닉 놀티, 재클린 비셋이 출연한 디프는 재정적으로 성공했으며 1977년 미국에서 가장 높은 수익을 올린 영화 상위 10편 중 하나였지만, 죠스보다는 훨씬 적은 수익을 기록했다. 그러나 이 영화는 여러 기술적 최초를 고무했으며 1978년 오스카에서 최우수 음향 후보에 올랐다.
1979년에 출판된 『아일랜드』는 17세기 해상강도의 후손들이 카리브해에서 유람선을 위협하여 버뮤다 삼각지대의 미스터리를 초래하는 이야기였다. 벤츨리는 다시 영화 각색을 위한 시나리오를 썼다. 그러나 마이클 케인과 데이비드 워너 (배우)가 공동 출연한 아일랜드의 영화 버전은 1980년 개봉 당시 재정적으로 실패했다.
1980년대에 벤츨리는 이전 작품들만큼 잘 팔리지 않은 세 편의 소설을 썼다. 그러나 그중에는 존 스타인벡의 코르테스해 일지에 영향을 받은 우화인 『코르테스해의 소녀』가 있었다. 바다와의 복잡한 관계를 다룬 벤츨리의 이 소설은 그의 작품 중 가장 좋은 평을 받았으며 출판 이후 상당한 추종자들을 얻었다. 『코르테스해』는 생태 문제에 대한 벤츨리의 관심 증가를 보여주었고, 해양 환경 보호의 중요성을 옹호하는 그의 미래 역할을 예고했다. 1986년에 출판된 『Q 허가증』은 린든 B. 존슨의 백악관에서 스태프로 일했던 그의 경험을 바탕으로 쓴 것이다. 1989년에 출판된 『러미스』(『러쉬』로도 알려짐)는 벤츨리 가족의 알코올 남용 이력에서 부분적으로 영감을 받은 반자전적인 작품이다. 소설의 전반부가 교외 거주자의 알코올 중독 발병에 대한 비교적 간단한 이야기라면, 뉴멕시코 약물 남용 클리닉을 배경으로 하는 후반부는 스릴러로 쓰여졌다.
그는 1991년 비스트에서 대왕오징어가 버뮤다를 위협하는 내용을 다루면서 해양 테마를 재개했다. 비스트는 1996년에 비스트라는 제목의 TV 영화로 작은 화면에 상영되었다. 그의 다음 소설인 화이트 샤크는 1994년에 출판되었다. 나치가 유전 공학적으로 만든 상어/인간 혼혈에 대한 이 이야기는 대중적 또는 비평적 성공을 거두지 못했다. 또한 크리처라는 제목의 TV 영화로 각색되었는데, 뉴욕 타임스의 크리스토퍼 레만-하우프트는 이 영화가 "물고기보다 아놀드 슈워제네거처럼 보인다"고 평했다. 또한 1994년 벤츨리는 디스커버리 채널의 샤크 위크를 진행한 첫 번째 사람이 되었다.
1999년, 거대한 정글 한가운데에서 비행기 추락 사고 생존자 집단에 대한 텔레비전 프로그램 피터 벤츨리의 아마존이 제작되었다.
그의 경력의 마지막 10년 동안 벤츨리는 바다와 상어에 대한 논픽션 작품을 쓰고 그들의 보존을 옹호했다. 그중에는 그의 책 『샤크 트러블』이 있는데, 이는 과장된 선전과 뉴스 선정주의가 해양 생태계에 대한 대중의 이해를 방해하고 인간이 그것과 상호 작용할 때 잠재적으로 부정적인 결과를 초래할 수 있음을 보여주었다. 2001년과 2003년에 출판된 이 작품은 죠스 이후 대중이 "바다의 모든 아름다움, 미스터리, 힘"을 더 완벽하게 이해하도록 돕기 위해 쓰여졌다. 이는 여러 종이 남획으로 인해 점차 위협받으면서 인간이 상어와의 관계에서 무지와 탐욕으로 인해 더욱 공격적으로 변한 방식을 자세히 설명한다.
벤츨리는 환경방위기금(Environmental Defense)의 국립 이사회 회원이자 해양 프로그램 대변인이었다. "[업데이트된 죠스의 상어는 악당이 될 수 없을 것이다. 상어는 희생자로 쓰여져야 할 것이다. 전 세계적으로 상어는 억압하는 자이기보다는 억압받는 자에 가깝다.]"
그는 또한 버뮤다 수중 탐사 연구소(BUEI)의 창립 이사회 멤버 중 한 명이었다.
2006년, 벤츨리는 프린스턴 (뉴저지주)에 있는 자택에서 65세의 나이로 폐섬유증으로 사망했다.

## 유산
피터 벤츨리의 상어 보존 및 대중 상어 교육에 대한 오랜 기록으로 인해, 웬디 벤츨리와 데이비드 헬바그는 그의 유산을 기리기 위해 피터 벤츨리 해양상을 제정했다.
2015년, 연구자들은 남아메리카 태평양 연안에서 새로운 종의 랜턴상어가 발견되었음을 확인하고 에트모프테루스 벤츨레이(Etmopterus benchleyi)라고 명명했다. 주 연구원인 비키 바스케스(Vicki Vásquez)는 해양 보존, 특히 상어에 대한 작가의 노력이 동기 부여가 되었다고 언급했다.

## 작품

### 소설
- 죠스 (1974)
- 디프 (1976)
- 더 아일랜드 (1979)
- 코르테스해의 소녀 (1982)
- Q 허가증 (1986)
- 러미스 (1989)
- 비스트 (1991)
- 화이트 샤크 (1994; 1997년에 크리처로 재출판)

### 논픽션
- 시간과 티켓 (1964)
- 낸터킷의 삶의 템포 (1970)
- 해양 행성: 바다의 글과 이미지 (1994)
- 상어 문제: 상어와 바다에 대한 실화 (2001)
- 상어!: 심해의 실화와 교훈 (2002)
- 상어의 삶: 상어와 바다에 대한 실화 (캐런 보이틸라와 함께) (2005)

### 영화
- 죠스, 1975년 영화 각색; 배우: 인터뷰어.
- 디프, 1977년 영화 각색; 배우: 메이트 (크레딧 없음)
- 죠스 2, 죠스의 등장인물 기반
- 아일랜드, 1980년 영화 각색
- 죠스 3, 죠스의 등장인물 기반
- 죠스 4, 죠스의 등장인물 기반 네 번째 영화
- 돌고래 만, 1989년 TV 시리즈
- 비스트, 1996년 TV 영화 각색
- 크리처, 1998년 TV 영화 각색
- 아마존, 1999년 TV 시리즈
- 파커 부인과 악명 높은 서클, 1994년; 배우: 프랭크 크라운인쉴드

## 같이 보기
- 1916년 저지 해안 상어 공격
- 미국 베스트셀러 소설 퍼블리셔스 위클리 목록